# Gelidium sesquipedale
Gelidium sesquipedale (actualmente se emplea Gelidium corneum) pertenece a la División Rodophyta o algas rojas de la familia Gelidiaceae. 

## Distribución
Vive sobre las rocas en la zona litoral, permanentemente sumergida o bien en los niveles más bajos de las áreas descubiertas por las mareas.
Se distribuye por la costa Atlántica y Mediterránea occidental. Es frecuente en la Costa Cantábrica, en donde desarrolla sus mejores poblaciones en los lugares más expuestos al oleaje.
Se trata de un alga formadoras de copa que crea auténticas praderas, especialmente en el mar Cantábrico occidental.

## Descripción
El talo alcanza una envergadura de 40cm de longitud. Los ejes principales, normalmente de unos 2 mm de anchura, no se ramifican en la mitad inferior. Las ramas de los extremos apicales son cortas y de igual longitud. Las ramas se disponen siempre en un mismo plano, es decir, son dísticas.

## Usos
Esta alga tan común en esas costas es muy importante desde el punto de vista industrial, pues de ella se extrae el agar-agar.
El agar-agar es una mezcla de polisacáridos, compuesta por moléculas neutras (agarosas) y otras cargadas eléctricamente (agaropectinas). Alguna de las propiedades del Agar son: su disolución en agua hirviendo, formando cuando se enfría, un gel que no vuelve a fundir hasta superados los 85 °C (dependiendo del tipo de agar); no necesita adición de ningún producto químico para gelificar; tiene mayor consistencia de gel que ningún otro hidrocoloide y se puede utilizar en un amplio margen de pH y mezclado con otras gomas, carbohidratos y proteínas.
Este polisacárido se utiliza como soporte de crecimiento de bacterias en microbiología, adicionándole distintos tipos de nutrientes según el tipo de bacteria que se quiere cultivar.
Como aditivo en industria alimentaria se utiliza en muchos alimentos, sobre todo de repostería (aparece como E-406). También se utiliza en industria farmacéutica como excipiente y en odontología.